# Frastanzer Ried

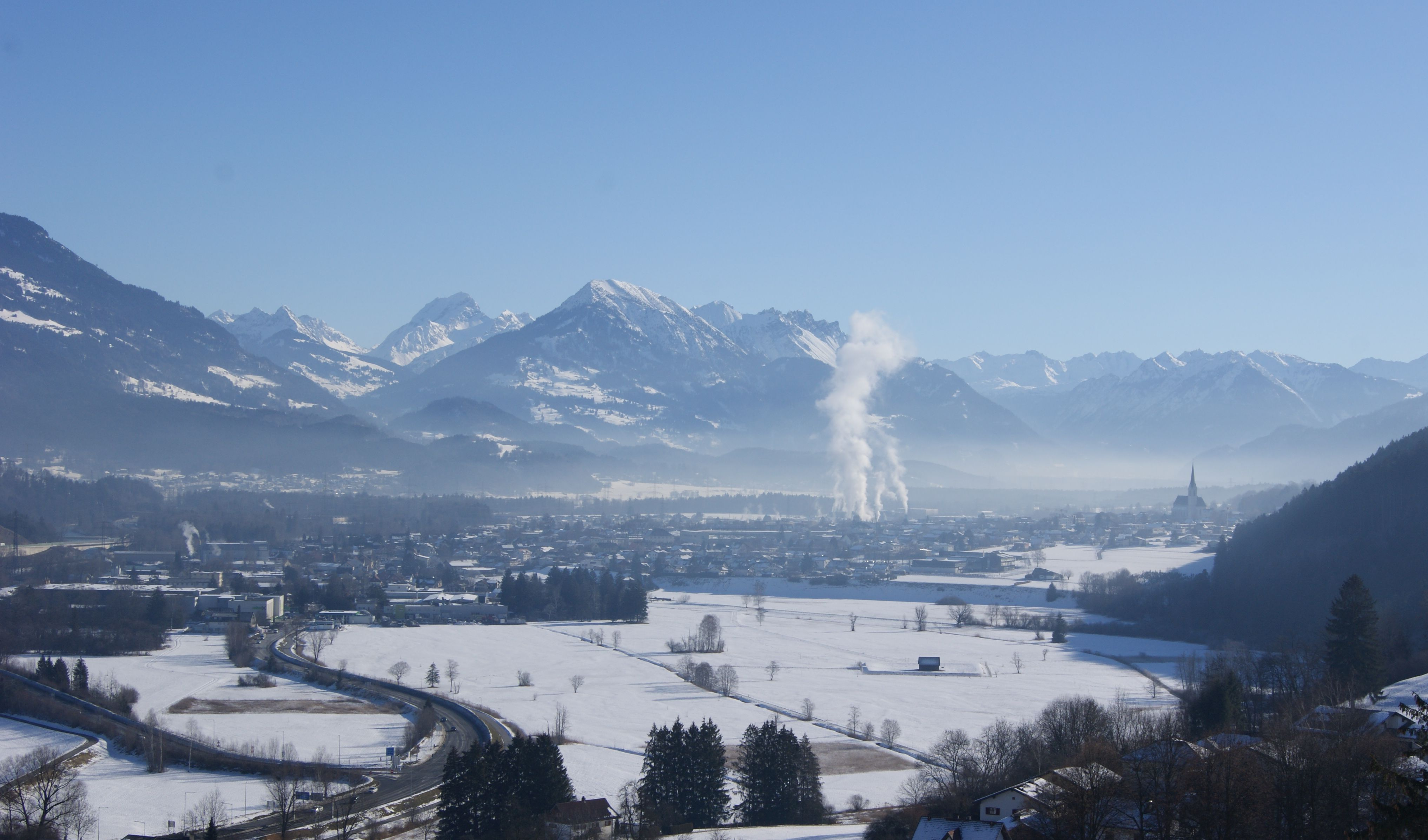
Das Frastanzer Ried von Fellengatter aus fotografiert im Winter 2018/2019

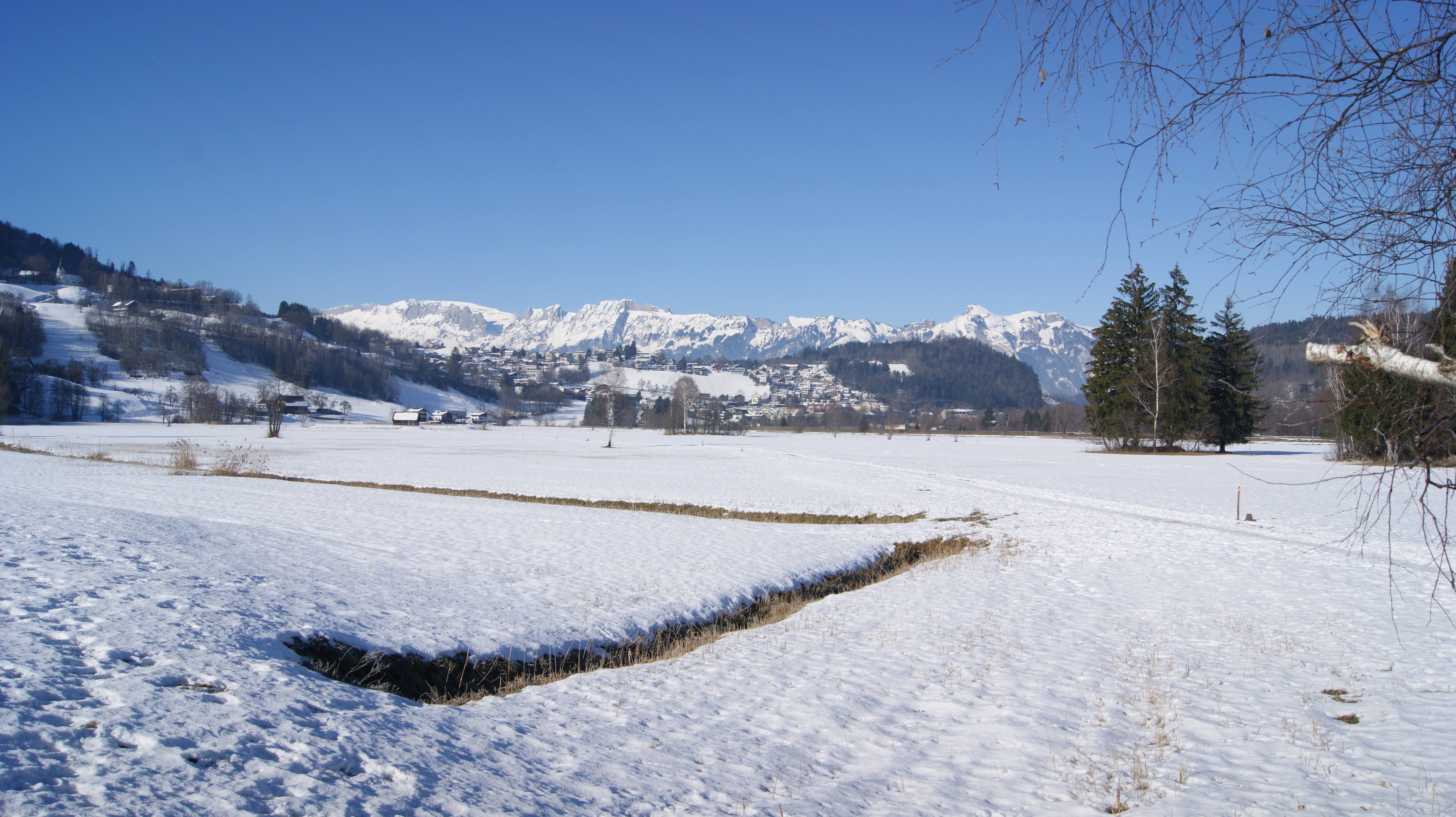
Blick vom Frastanzer Ried in Richtung Feldkirch, im Hintergrund die Schweizer Berge

Das Frastanzer Ried (Vorarlberger Mundart: Frascht'ner Ried) liegt in der Gemeinde Frastanz in Vorarlberg, Österreich und ist ein Naturdenkmal und Europaschutzgebiet. Es ist, trotz Verkleinerung durch den Bau der Walgauautobahn, immer noch das größte und bedeutendste Feuchtwiesengebiet des Walgaus. Es handelt sich beim Frastanzer Ried um ein Flachmoor mit artesischen Quellen.
Im Bereich der Gemeinde Frastanz bestehen eine Vielzahl solcher Riedgebiete (z. B. in Tallagen: noch Weiher-Motten und Maria–Grüner Ried und zahlreichen weiteren Moore in den Hanglagen).

## Geschichte

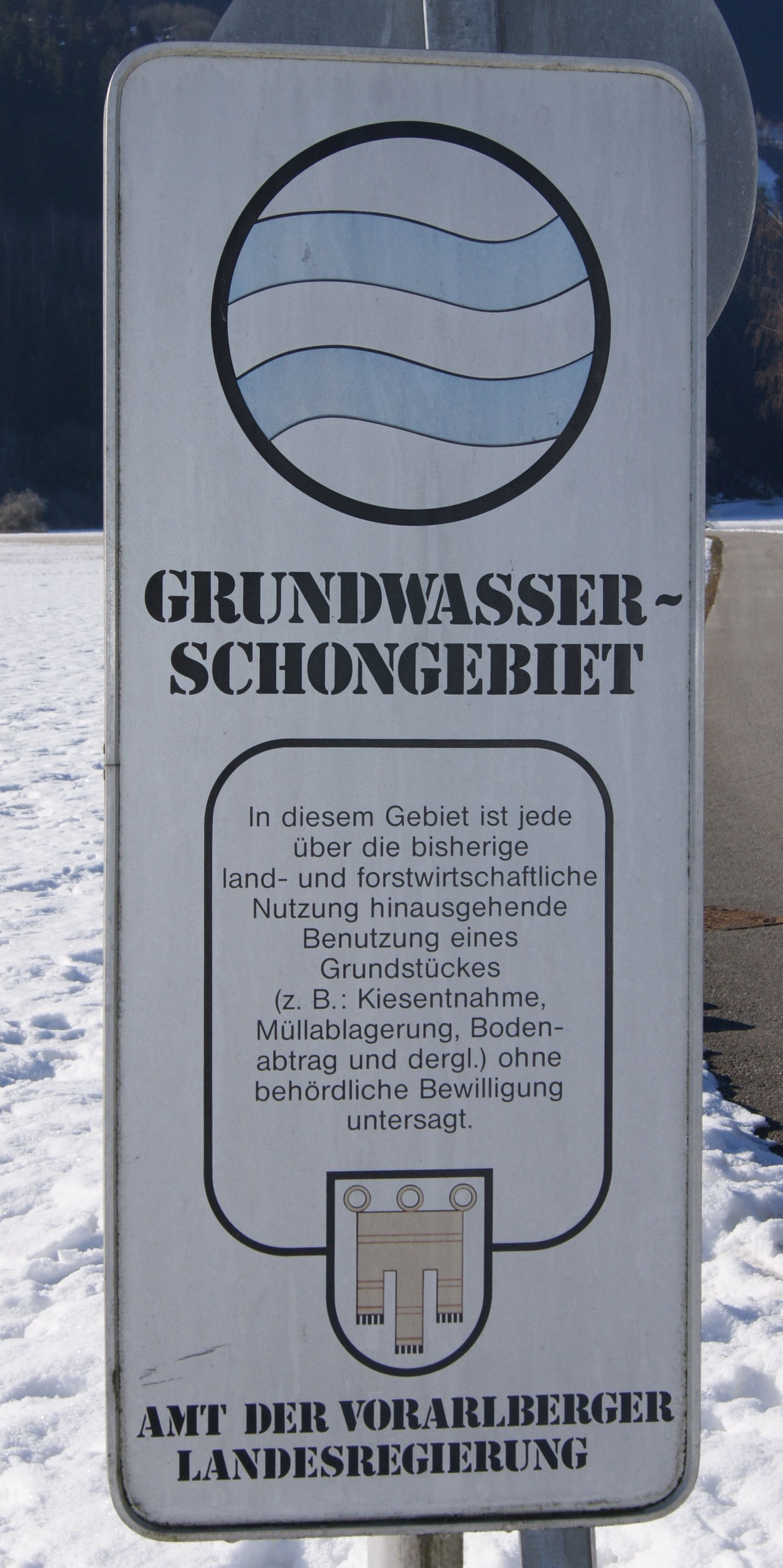
Hinweisschild Grundwasserschongebiet im Frastanzer Ried

In der 1685 von Georg Prugger geschriebenen „Historische Beschreibung“ (Prugger´sche Chronik) wird ein Brunnen erwähnt, mit dem Trinkwasser aus dem Frastanzer Ried nach Feldkirch für die öffentliche Wasserversorgung geleitet wird. Diese Anlage war mit Änderungen bis in die 1950er Jahre in Betrieb.
Beim Dammbruch der Ill am 15. Juni 1910 an drei Stellen wurde das Frastanzer Ried und die umgebenden Flächen zu einem großen See.
1915 haben sich die Grundeigentümer zu einer Riedgenossenschaft (heute Agrargemeinschaft) zusammengeschlossen.
Gemäß einem Artikel des „Vorarlberger Volksblatts“ vom 26. Juli 1923 wurde von der Innsbrucker Luftverkehrsgesellschaft Ing. Hummel und Cie geplant, im Frastanzer Ried einen Flugplatz zu errichten und wurde auch bis November 1923 alles für damalige Zeiten notwendige erbaut. Zu Beginn der 1930er Jahre wurde in Frastanz ein Segelflieger-Verein gegründet. Ab 1952 wurde das Frastanzer Ried von diesem Segelfliegerverein als Start- und Landeplatz genutzt. Durch eine Sturmkatastrophe am 9. Dezember 1954 wurde der Hangar und mehrere Segelflugzeuge schwer beschädigt. 1962 wurde vom Amt der Vorarlberger Landesregierung mit Bescheid die 1951 erteilte Genehmigung zum Betrieb des Segelfluggeländes Frastanz widerrufen, da das Flugfeld schon mehr als zwei Jahre nicht mehr benutzt wurde.
1974 wurde zur Sicherung des Trink- und Nutzwasserbedarfes der Bevölkerung von der Vorarlberger Landeshauptmann eine Grundwasserschongebietsverordnung erlassen. In dieser ist gemäß § 1 lit. c) unter anderem auch das gesamte Frastanzer Ried als Grundwasserschongebiet normiert.
1995 gründete sich das Aktionskomitee „JUWEL FRASCHT’NER RIED“ um weitere Bauvorhaben in diesem Bereich zu verhindern und das Ried zu erhalten. Das Aktionskomitee verpflichtete sich gegenüber der Gemeinde, bei Rückwidmung eines bestimmten Baugrundstücks ein Viertel der erforderlichen Aufwendungen (insgesamt Euro 174.415,00) für die Ablösen selbst zu tragen. Die Gemeinde selbst wiederum trug ein weiteres Viertel und das Land Vorarlberg weitere 50 %. Im Frühjahr 2000 konnten die Rückwidmung für 3600 m² erfolgreich durchgeführt werden.

## Rechtliche Grundlage
Das Schutzgebiet Frastanzer Ried wurde gemäß der Verordnung der Vorarlberger Landesregierung über den „Streuewiesenbiotopverbund Rheintal-Walgau“ geschützt. Grundlage für die Unterschutzstellung ist auch die Flora-Fauna-Habitat-Richtlinie 92/43/EWG (FFH-Richtlinie) der Europäischen Union.

## Topografie
Das Frastanzer Ried liegt im Gemeindegebiet von Frastanz zwischen Zentrum und der Felsenau. Das gesamte Schutzgebiet liegt in einer Höhe von etwa 462 m ü. A. bis 466 m ü. A., hat damit ein sehr geringes Gefälle und eine Fläche von etwa 39 Hektar. Es stellt ein Verbindungsglied zwischen den artenreichen Rheintalmooren zu den inneralpinen Mooren dar. Zusammen mit dem angrenzenden Auwaldrest an der Ill umfasst das Gebiet etwa 62,3 ha.
Nördlich wird das Frastanzer Ried von der Landesstraße L 190 (Vorarlberger Straße) begrenzt sowie im nordöstlichen und östlichen Teil dem Siedlungsgebiet von Frastanz. Westlich und südlich durch den Rungeldonweg. Die Walgauautobahn ist nordöstlich etwa 500 Meter entfernt.

## Flora und Fauna

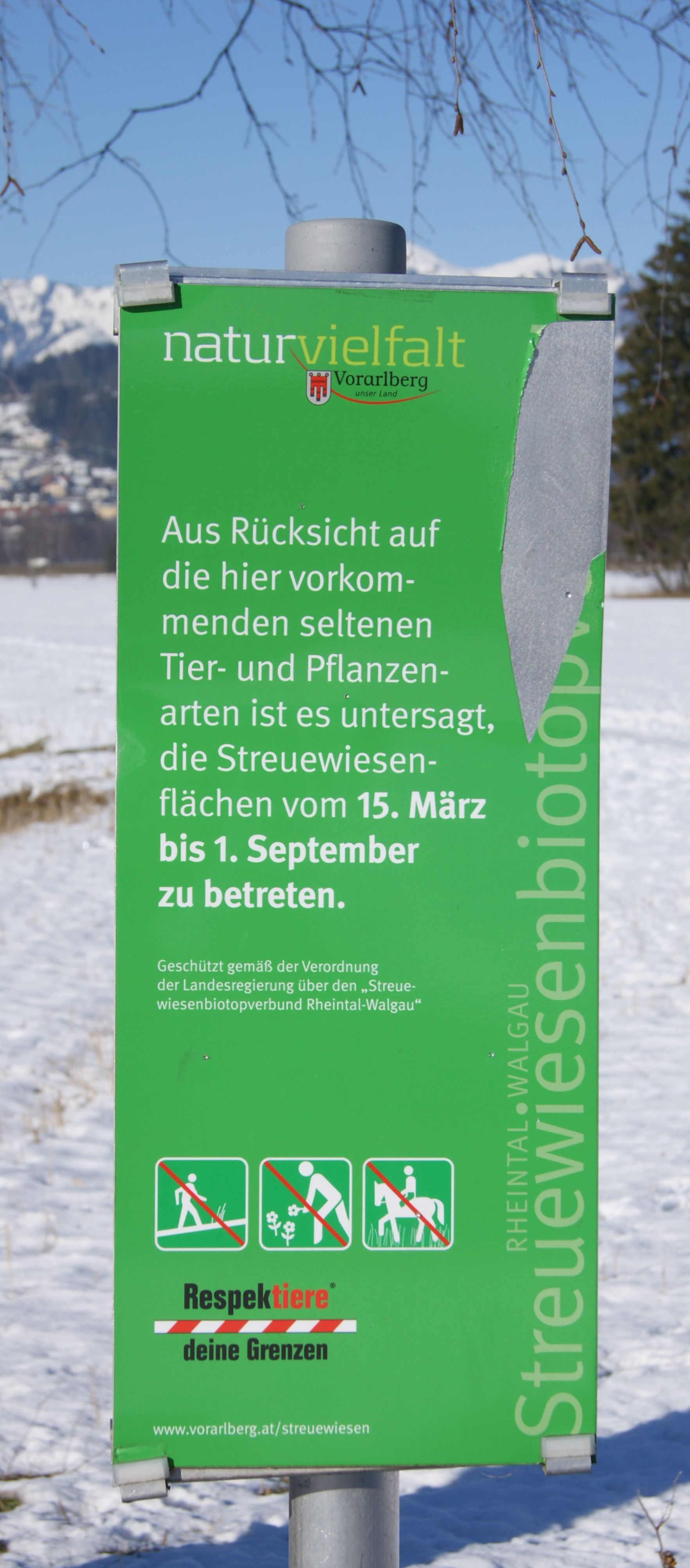
Hinweisschild Naturschutzgebiet

Das Frastanzer Ried besteht aus ausgedehnten Streuwiesen und kleinen Auwaldfragmenten. Es ist dies die bedeutendste Talvermoorung im Walgau und Lebensraum für eine Vielzahl an Tier- und Pflanzenarten, so z. B. für mehr als 100 gefährdete Tier- und Pflanzenarten. Das Vorkommen des Sumpf-Glanzkrauts (auch: Glanzstendels, Liparis loeselii) ist nach Markus Grabher das bedeutendste Einzelvorkommen in Österreich.
Es wurden 504 Schmetterlingsarten, 18 Libellenarten und 220 Spinnenarten festgestellt. Weiters sind 110 verschiedene Wildbienen, davon 55 Wildbienenarten, im Frastanzer Ried zu finden.

### Pflanzen
Im Frastanzer Ried wurden 374 Pflanzenarten gezählt, davon 14 Orchideen-Arten und 76 Heilpflanzen. Davon sind gemäß der österreichischen Roten Liste 82 Arten in Österreich regional gefährdet, 26 gefährdet, 16 stark gefährdet und eine vom Aussterben bedroht.
Die Hauptgrasart im Frastanzer Ried wird aus Pfeifengras (Pfeifengraswiese) gebildet.
Anzufindende Orchideen im Frastanzer Ried sind z. B.: Kleines Knabenkraut (Orchis morio), Einknolle (Herminium monorchis), Helmknabenkraut (Orchis militaris), Glanzstendel (Liparis loeselii), Pyramidenstendel (Anacamptis pyramidalis), Sumpf-Stendelwurz (Epipactis palustris), Traunsteiners Knabenkraut (Dactylorhiza traunsteineri), Weiße Waldhyazinthe (Platanthera bifolia), Breitblättriges Knabenkraut (Dactylorhiza majalis). Daneben finden sich z. B.: Duft-Lauch (Allium suaveolens), Sumpf-Siegwurz oder Sumpf-Gladiole (Gladiolus palustris).

### Amphibien und Reptilien
Aus herpetologischer Sicht kann das Frastanzer Ried als eines der führenden Biotope Vorarlbergs bezeichnet werden.
Im Frastanzer Ried konnten bei Untersuchungen sechs von zehn in Vorarlberg vorkommende Amphibienarten und vier von sechs Reptilienarten nachgewiesen werden. Es finden sich z. B.: Gelbbauchunken (Bombina variegata), Kammmolche (Triturus cristatus), Bergmolche (Triturus alpestris), Teichmolche (Triturus vulgaris), Erdkröten (Bufo bufo), Barrenringelnattern (Natrix helvetica), Bergeidechsen / Waldeidechse (Zootoca vivipara), und Zauneidechsen (Lacerta agilis).

### Schmetterlinge
Im Frastanzer Ried wurden 504 Arten von Schmetterlingen nachgewiesen. Besonderen Schutz genießen nach der FFH-Richtlinie: Skabiosen-Scheckenfalter (Euphydryas aurinia aurinia), Heller Wiesenknopf-Ameisen-Bläuling (Maculinea teleius), Dunkler Wiesenknopf-Ameisenbläuling (Maculinea nausithous), Lungenenzian-Ameisen-Bläuling (Maculinea alcon). Von den vorkommenden Arten sind etwa 64 % nicht gefährdete Arten und der Rest (36 %) gefährdet bis zum Aussterben bedroht.

### Vogelpopulation
Die häufigsten Brutvögel im Frastanzer Ried sind: Mönchsgrasmücke, Sumpfrohrsänger, Buchfink, Zilpzalp, Amsel, Rotkehlchen, Rohrammer, Kohlmeise, Zaunkönig und die Blaumeise. Hinzu kommen weitere Brutvögel, wie z. B. der Neuntöter, Schwarzkehlchen, Kleinspecht, Kuckuck, Baumfalke, Schwarzmilan und viele andere. Das Vorkommen von Wasserralle, Teichralle oder Flussuferläufer ist ungewiss. Insgesamt wurden 35 Brutvogelarten im Frastanzer Ried gezählt.

## Gewässer
Quer durch das Frastanzer Ried verläuft von Nordosten nach Nordwesten in einem großen Bogen nach Süden der Blödlebach (auch: Hauptriedgraben), in den im Ried der Bodenwaldtobelbach, der Blödlegraben und der Mittelriedgraben einmünden.

## Nutzung und Verkehr

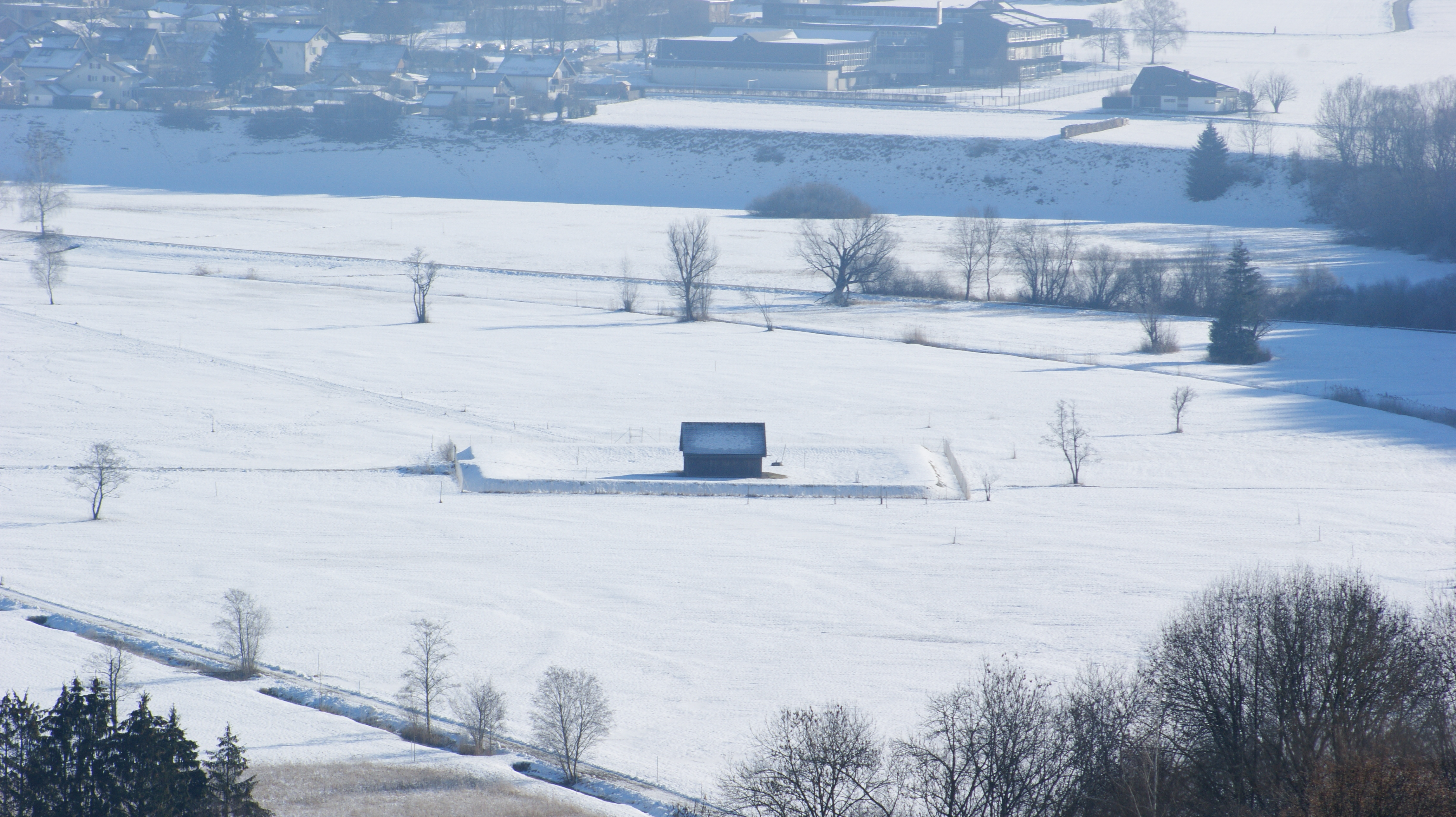
Horizontalbrunnen mitten im Frastanzer Ried

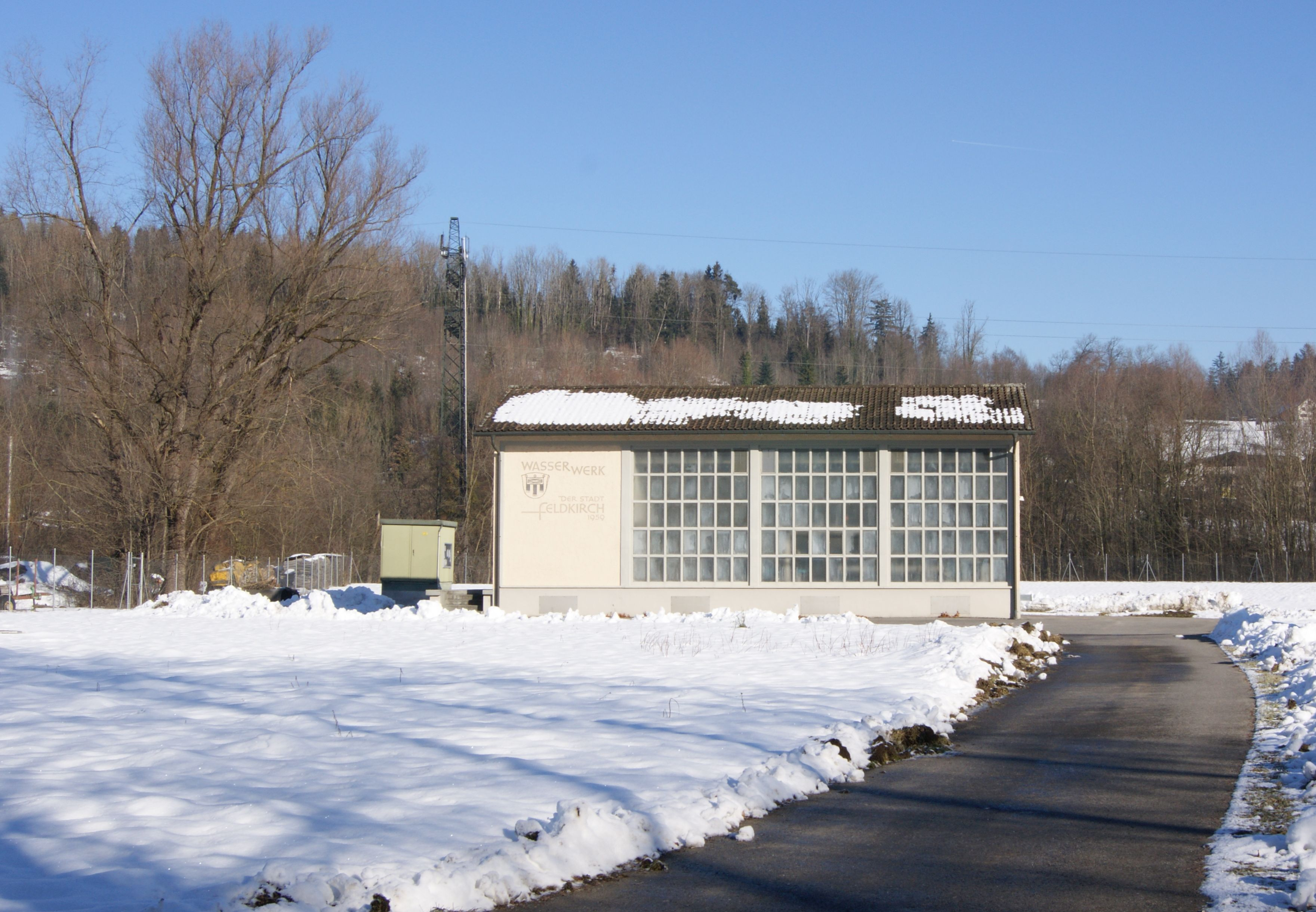
Vertikalbrunnen vor der Felsenau

Das Frastanzer Ried ist ein wichtiges Naherholungsgebiet für die umwohnende Bevölkerung und wird nach wie vor landwirtschaftlich genutzt.
Für die Stadt Feldkirch werden durch einen Horizontalfilterbrunnen im Frastanzer Ried bei Bedarf seit 1980 bis zu 220 Liter Wasser pro Sekunde abgepumpt. Die Gemeinde Frastanz ist ebenfalls an diesen Horizontalfilterbrunnen angeschlossen. Dieser Horizontalfilterbrunnen samt der Schutzzone 1 ist vom Schutzgebiet Frastanzer Ried ausgespart. Die Schutzzone 2 für die Wasserentnahme umfasst einen erheblichen Teil des Frastanzer Rieds. Die Schutzzone 2 des etwa 200 Meter entfernten Vertikalfilterbrunnens, der 1952/1953 gebaut wurde, tangiert nordwestlich einen kleinen Teil des Frastanzer Rieds. Allein für Feldkirch werden ca. 2 Millionen m³ Wasser jährlich entnommen.
Es führen mehrere öffentliche Straße in das Schutzgebiet bzw. am Rand des Schutzgebiets vorbei.

## Sagen
Nach einer Sagenvariante soll der Klushund auch aus dem Frastanzer Ried kommen.